# Arseni el Gran
Arseni, conegut de vegades com Arseni d'Escetis i Tura, Arseni el Romà o Arseni el Gran, va ser diaca i tutor imperial romà que esdevingué un anacoreta a Egipte. Fou un dels Pares del Desert més respectats i els seus ensenyaments van tenir un gran impacte sobre el desenvolupament de l'ascetisme i la vida contemplativa.
Es va destacar pel seu coneixement de la literatura grega i romana. L'emperador Teodosi el Gran el va convidar a la seva cort i li va encarregar l'educació dels seus fills Arcadi i Honori. Als 40 anys se'n va anar a Egipte i va començar una vida monàstica a Scetis al desert de la Tebaida on va viure 40 anys i llavors d'en va anar a Troe, prop de Memfis, on va restar alguns temps fins a morir (excepte tres anys que va viure a Canop) als 90 anys. Va escriure un llibre que es va publicar en llatí a Auctariurn Novissimum Biblioth. Patr., que corresponen a les Apophthegmata recollida pels seus companys.
La immensa admiració dels seus contemporanis li valgué l'epítet «el Gran». Les seves festivitats són el 8 de maig en l'Església Catòlica Romana i l'Església Ortodoxa i el 13 de pakhon en l'Església Ortodoxa Copta.